# مهدي السالم
مهدي السالم مواليد 16 فبراير 1990، هو لاعب كرة يد سعودي يلعب كظهير أيسر. مثل نادي الخليج السعودي ومنتخب السعودية لكرة اليد.

## سجل المنافسة
شارك في البطولات التالية:
- بطولة العالم لكرة اليد للرجال 2015
- بطولة العالم لكرة اليد للرجال 2017